# Phelsuma dubia
Espèce
Synonymes
- Pachydactylus dubius Boettger, 1881

Statut de conservation UICN

 LC  : Préoccupation mineure
Statut CITES
Phelsuma dubia est une espèce de geckos de la famille des Gekkonidae.

## Répartition
Cette espèce se rencontre au Kenya, en Tanzanie, au Mozambique, aux Comores et à Madagascar.

## Description

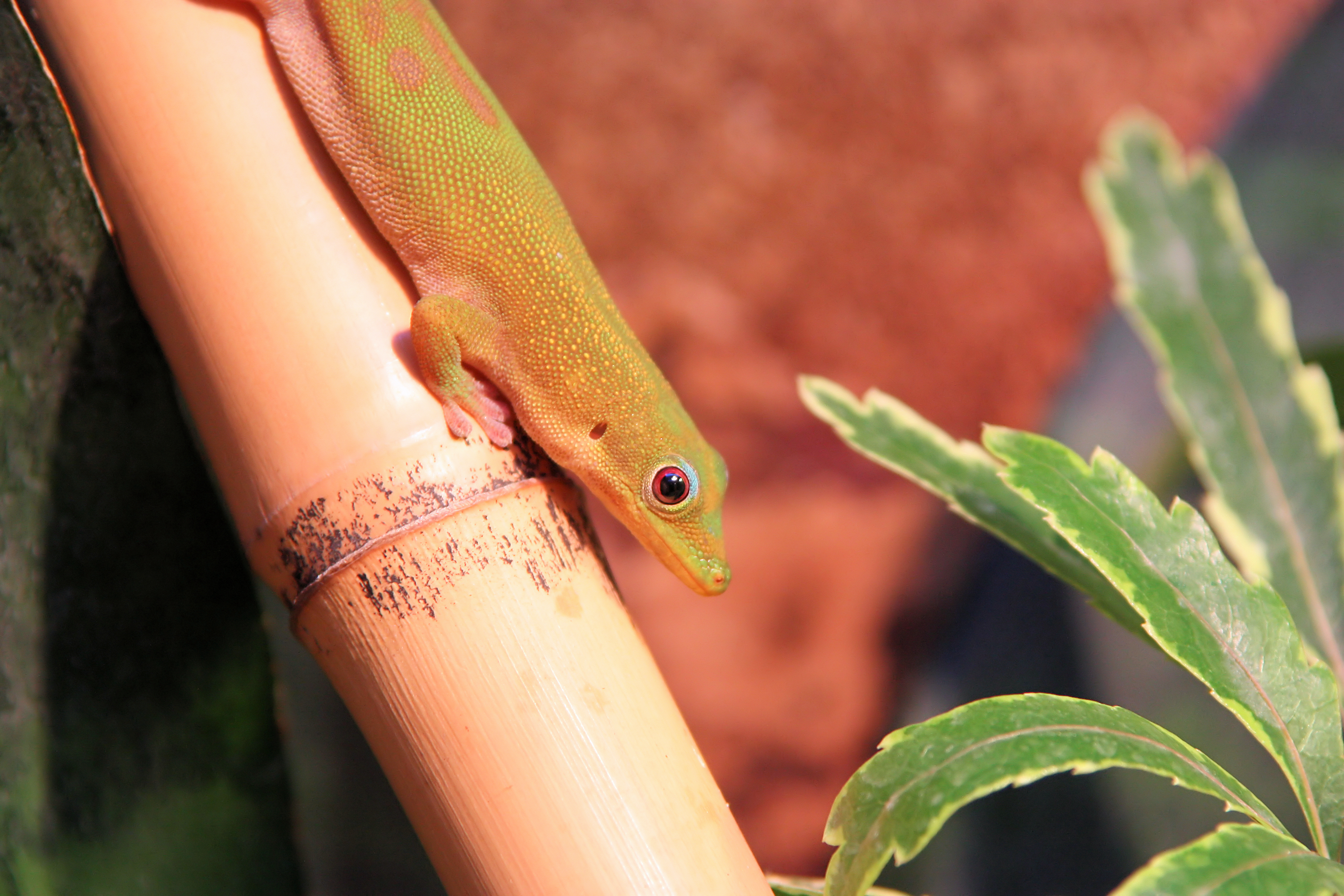
Phelsuma dubia

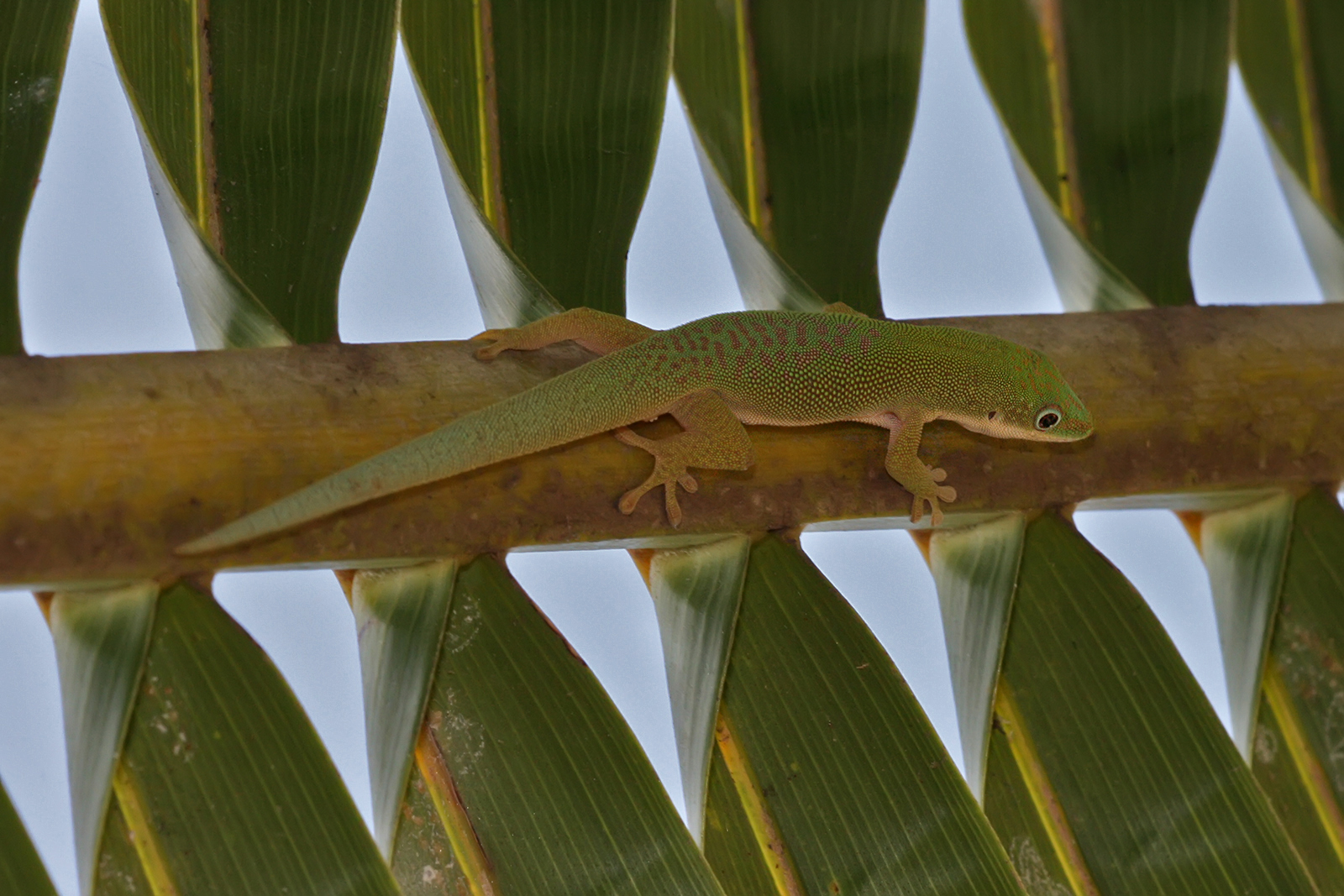
Phelsuma dubia

C'est un gecko diurne et arboricole. Il est de couleur relativement unie et sans éclat, surtout comparé aux autres membres de ce genre très coloré.

## Publication originale
- Boettger, 1881 : Diagnoses reptilium et batrachiorum novorum insulae Nossi Bé Madagascariensis. Zoologischer Anzeiger, vol. 4, p. 650-651 (texte intégral).